# Stenalcidia perstrigata
Stenalcidia perstrigata là một loài bướm đêm trong họ Geometridae.